# Vzdálená internetová laboratoř

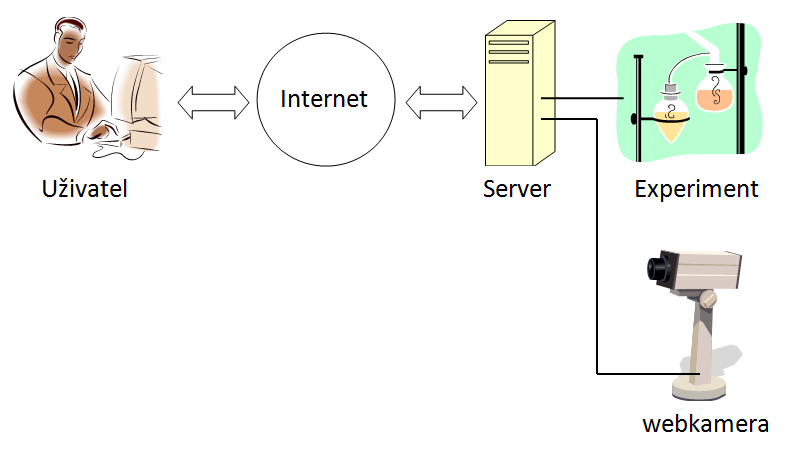
Princip vzdáleného experimentu (resp. laboratoře)

Vzdálená internetová laboratoř (též Vzdáleně ovládaná laboratoř; angl. remote-lab nebo též online lab) je skutečný reálný pokus (fyzikální, chemický,...), připojený pomocí řídicího počítače (serveru) k celosvětové síti Internet. Vzdálení uživatelé prostřednictvím ovládacího webového rozhraní experimentu přes internetové spojení ovládají experiment a měří relevantní data. Získaná data jsou reálná, byla získaná na skutečném zařízení.

## Výhody vzdáleně ovládaných experimentů
Vzdáleně ovládané experimenty mají oproti klasickým školním experimentům v tradičních školních laboratořích nebo oproti virtuálním experimentům několik podstatných výhod:
- volný přístup do laboratoře (kdykoliv, odkudkoliv)
- experimentátor nepotřebuje žádné fyzikální pomůcky
- experiment lze několikrát opakovat
- uživatelé pracují s reálnými měřicími přístroji; naměřená data jsou reálná
- nehrozí nebezpečí zranění při práci s nebezpečnými přístroji
- lze použít jako domácí příprava na klasické školní laboratorní praktikum
- moderní přístup = zvýšený zájem studentů
- úspora času pro učitele
- rychlé grafické zpracování naměřených hodnot

## Nároky na počítač uživatele
Webové ovládací rozhraní vzdálené internetové laboratoře je zprostředkováno pomocí aktivních částí webové stránky - zpravidla Pluginy pro JAVA nebo prostředí LabVIEW. Některé laboratoře vyžadují zvláštní multimediální přehrávač pro provoz webové kamery.

### Obvyklé nároky na software uživatele
- Webový prohlížeč s podporou JavaScriptu
- Java Virtual Machine u laboratoří pracujících na systému JAVA appletů
- LVRunTime engine (ver. 6.1 a vyšší) pro laboratoře postavené na systému LabVIEW
- Webový prohlížeč podporující XMLHttpRequest pro laboratoře řízené ze strany klienta metodou AJAX